# Comuna de Roma
Comuna de Roma (em italiano: Comune di Roma) foi fundada no verão de 1143 após uma rebelião liderada pelo povo da cidade de Roma. Uma revolta popular foi liderada devido aos poderes crescentes do Papa e aos poderes entrincheirados da alta nobreza. O objetivo da rebelião era organizar o governo civil de Roma de forma semelhante à da antiga República Romana, incluindo o restabelecimento do Senado. Giordano Pierleoni foi eleito "primeiro patrício da Comuna Romana" pelo Senado em 1144 e serviu como líder da comuna, embora tenha sido deposto em 1145.

## Relação papal
Seguindo um padrão que se tornaria comum nas lutas comunitárias dos guelfos e gibelinos, a comuna declarou lealdade ao poder mais distante, o Sacro Imperador Romano-Germânico, e iniciou negociações com o recém-eleito Papa Lúcio II. A comuna queria que ele renunciasse ao poder temporal e assumisse um cargo com as funções de um padre. Lúcio reuniu uma força e atacou Roma, mas os defensores republicanos repeliram seu exército e Lúcio morreu devido aos ferimentos recebidos de uma pedra que atingiu sua cabeça.
Em 1149, o Senado convidou Conrado III a Roma para ser coroado imperador e restaurar o Império Romano, na tradição de Constantino e Justiniano, e contra a agenda do Papa. Da mesma forma, em 1152, uma carta escrita por um desconhecido Wezel de Roma a Frederico Barbarossa insistia que apenas o Senado tinha autoridade para coroar o Imperador.
De 1191 a 1193, após uma redução no número de senadores para um, a cidade foi governada por um único senador summus chamado "Benedetto 'Carissimus' ou 'Carus homo' ou 'Carosomo', de origem desconhecida, mas indubitavelmente plebeia."
Depois disso, a cidade voltou a ficar sob controle papal, embora o governo civil nunca mais tenha estado diretamente nas mãos dos nobres mais elevados ou do papado.